# Mutsumi Tamabayashi
Mutsumi Tamabayashi (født 12. oktober 1984) er en japansk fodboldspiller, som spiller for den japanske fodboldklub Ehime FC.